# Elliptio complanata
Elliptio complanata är en musselart som först beskrevs av John Lightfoot 1786.  Elliptio complanata ingår i släktet Elliptio och familjen målarmusslor. IUCN kategoriserar arten globalt som livskraftig. Inga underarter finns listade i Catalogue of Life.